# Economia mondială
Economia mondială sau economia globală este economia lumii, considerată ca fiind schimbul internațional de bunuri și servicii.
Economia mondială este formată din economiile naționale ale statelor lumii privite în interdependența legăturilor economice dintre ele. Economia mondială reprezintă un proces economic care a parcurs mai multe etape:
- Dezvoltarea economiei de schimb, lărgirea legăturilor economice între diferite țări și regiuni pe baza cărora în sec. al XVI-lea s-a constituit piața mondială.
- Dezvoltarea manufacturilor și a marii industrii mașiniste care a determinat ample transformări în baza tehnico-materială și în structura producției de bunuri și servicii.
- Formarea diviziunii internaționale a muncii ca ansamblu de specializări pentru export.

## Date generale
Economia globală a scăzut cu 2,2% în anul 2009, și a crescut cu 2,7% în 2010 și cu 3,2% în 2011.
Economiile țărilor bogate, care au căzut cu 3,3% in 2009, ar urma să avanseze mult mai încet, cu 1,8% în 2010 și cu 2,3% în 2011.
Volumul comerțului mondial, care s-a prăbușit cu 14,4% în 2009, ar urma să crească cu 4,3% în 2010 și cu 6,2% în 2011.

### Economia mondială pe grupe de țări
Următoarele două tabele prezintă grupurile de țări cu țări diferite desemnate de FMI. Membrii economiilor majore ale G20 sunt evidențiate cu scris îngroșat.
| Grupul țărilor                                             | PIB (nominal) | Anul de vârf | Numărul de țări | Membrii economiilor G20 și / sau cei mai mari din grup (inclusiv)             |
| ---------------------------------------------------------- | ------------- | ------------ | --------------- | ----------------------------------------------------------------------------- |
| Principalele economii avansate (G7)                        | 39,036,978    | 2018         | 7               | Canada Franța Germania Italia Japonia Regatul Unit Statele Unite ale Americii |
| Dezvoltarea Asiei                                          | 19,153,510    | 2018         | 30              | China India Indonezia Malaysia Thailanda                                      |
| Alte economii avansate (economii avansate, cu excepția G7) | 12,282,810    | 2018         | 32              | Australia Coreea de Sud Țările de Jos Spania Taiwan                           |
| America Latină și Caraibe                                  | 6,024,133     | 2013         | 33              | Argentina Brazilia Columbia Mexic Venezuela                                   |
| Orientul Mijlociu, Africa de Nord, Afganistan și Pakistan  | 3,469,162     | 2014         | 23              | Egipt Iran Pakistan Arabia Saudită Emiratele Arabe Unite                      |
| Comunitatea Statelor Independente și Georgia               | 3,012,347     | 2013         | 12              | Rusia                                                                         |
| Dezvoltarea Europei                                        | 2,032,710     | 2014         | 12              | Polonia Turcia                                                                |
| Africa Subsahariană                                        | 1,719,883     | 2014         | 45              | Nigeria Africa de Sud                                                         |
| În lume                                                    | 84,835,462    | 2018         | 194             |                                                                               |

| Grupul țărilor                                             | PIB (nominal) | Anul de vârf | Numărul de țări | Membrii economiilor G20 și / sau cei mai mari din grup (inclusiv)             |
| ---------------------------------------------------------- | ------------- | ------------ | --------------- | ----------------------------------------------------------------------------- |
| Dezvoltarea Asiei                                          | 44,963,902    | 2018         | 30              | China India Indonezia Malaysia Thailanda                                      |
| Principalele economii avansate (G7)                        | 40,777,439    | 2018         | 7               | Canada Franța Germania Italia Japonia Regatul Unit Statele Unite ale Americii |
| Alte economii avansate (economii avansate, cu excepția G7) | 14,420,130    | 2018         | 32              | Australia Coreea de Sud Țările de Jos Spania Taiwan                           |
| America Latină și Caraibe                                  | 6,024,133     | 2013         | 33              | Argentina Brazilia Columbia Mexic Venezuela                                   |
| Orientul Mijlociu, Africa de Nord, Afganistan și Pakistan  | 10,038,112    | 2018         | 23              | Egipt Iran Pakistan Arabia Saudită Emiratele Arabe Unite                      |
| Comunitatea Statelor Independente și Georgia               | 5,954,166     | 2018         | 12              | Rusia                                                                         |
| Dezvoltarea Europei                                        | 4,871,768     | 2018         | 12              | Polonia Turcia                                                                |
| Africa Subsahariană                                        | 4,056,064     | 2018         | 45              | Nigeria Africa de Sud                                                         |
| În lume                                                    | 135,235,883   | 2018         | 194             |                                                                               |

## Resurse naturale

### Diamante
În anul 2008, producția mondială de diamante a fost de 13,1 miliarde dolari (8,7 miliarde euro)

## Industria

### Industria de IT
Piața globală de 250 de miliarde de dolari de software (anul 2011) determină multe dintre inovațiile tehnologice și sociale.
Piața de software contribuie, de asemenea, la productivitatea generală și la creșterea economiei globale ca urmare a nivelelor ridicate de competitivitate și de inovare pe care le conferă altor industrii.
În anul 2010, cei mai mari producători de software erau Microsoft, IBM, Oracle, SAP, EMC, Symantec, HP, CA, Intuit și Adobe.
Piața aplicațiilor pentru telefoanele mobile a fost în anul 2009 de șapte miliarde dolari.

### Telefonie
Piața de telefonie era de 400 de miliarde de euro în 2004 iar pentru 2005 era estimată la 635 de miliarde de euro.

### Telefoane mobile
În anul 2010, vânzările globale de telefoane au crescut cu 31,8% la 1,6 miliarde de unități, iar cele de smartphone-uri cu 72,1% la 296,6 milioane de exemplare
(305 milioane după altă estimare).
Astfel, dispozitivele de tip smartphone au reprezentat 19% din totalul telefoanelor vândute în 2010.
Cele mai mari vânzări le-au avut companiile Nokia - 461,3 milioane de telefoane (28,9%), Samsung - 281 milioane de telefoane (17,6%), LG - 114,1 milioane de telefoane (7,1%), RIM - 47,4 milioane de telefoane (3%), Apple - 46,5 milioane de telefoane (2,9%), Sony-Ericsson - 41,8 milioane de telefoane (2,6%) și Motorola - 38,5 milioane de telefoane (2,4%).
În primul trimestru din 2010, numărul de telefoane inteligente (smartphone) vândute a fost de 54,7 milioane de exemplare.
Cele mai mari vânzări le-au avut companiile Nokia - 21,5 milioane de telefoane (39,3%), RIM - 10,6 milioane de telefoane (19,4%), Apple - 8,8 milioane de telefoane (16,1%), HTC - 2,6 milioane de telefoane (4,8%), Motorola - 2,3 milioane de telefoane (4,2%).
Numărul abonamentelor mobile din întreaga lume a atins cota de cinci miliarde în prima săptămână din luna iulie a anului 2010, rata de penetrare ajungând la 73%, populația lumii fiind de 6,8 miliarde.
Cota de 100% ar putea fi atinsă mai devreme de 2014.
Prin comparație, în anul 2000 existau 720 de milioane de utilizatori de telefoane mobile.
Vânzările globale de telefoane mobile și smartphone: (milioane)
| Anul             | 2010  | 2009  | 2008  | 2007  | 2006  | 2005 | 2004 | 2003 | 2002 | 2001 | 2000 | 1999 | 1998 | 1997 | 1983 |
| ---------------- | ----- | ----- | ----- | ----- | ----- | ---- | ---- | ---- | ---- | ---- | ---- | ---- | ---- | ---- | ---- |
| telefoane mobile | 1.596 | 1.211 | 1.180 | 1.150 | 1.000 | 823  | 684  | 519  | 431  | 399  | 412  | 283  | 162  | 107  | 0,1  |
| smartphone       | 297   | 172   | 139   |       | 37,4  |      |      |      |      |      |      |      |      |      |      |

Vânzările globale de smartphone:
| Anul     | 2010  | 2009 | 2008  |
| -------- | ----- | ---- | ----- |
| milioane | 296,6 | 179  | 139,3 |

Veniturile totale ale companiilor din domeniu:
| Anul            | 2005  | 2004 | 2003 | 2002 |
| --------------- | ----- | ---- | ---- | ---- |
| miliarde dolari | 115,1 | 110  | 91   | 68,7 |

### Industria metalurgică
Producția mondială de oțel brut a însumat 107 milioane tone metrice (mmt) în februarie 2008, mai mult cu 5,3% față de aceeași lună din 2007, conform datelor Institutului Internațional al Fierului și Oțelului (IISI). Din această cantitate, China a produs 38,9 mmt, UE - 16 mmt, Japonia - 9,8 mmt, SUA - 8 mmt, India - 4,6 mmt, Brazilia - 2,7 mmt, Turcia - 2,2 mmt. Producția mondială de oțel va fi aproximativ 1,3 miliarde de tone în anul 2008.
În 2003 prețul oțelului era de 200 de dolari tona, iar în 2004 a trecut de 600 de dolari, pe fondul creșterii cererii pieței chineze.
Cererea mondială de aluminiu a fost de 36,5 milioane de tone în anul 2008, iar pentru 2009 este estimată la 28 milioane tone.
Aluminiul este folosit de către toate industriile, de la cea auto la construcții și veselă.
În februarie 2009, prețul aluminiului era de 1.355 dolari/tonă la bursa de metale Londra, cu 60% sub nivelul record atins în iulie 2008, de 3.380 dolari/tonă.
Cel mai mare producător mondial este Rusal care produce 12% din piața mondială a alumniniului.

### Industria automobilistică
Vânzările de autoturisme și camionete la nivel mondial au crescut cu 4% în anul 2011, la 75 milioane de unități.

### Industria petrolului
În anul 2009, consumul mondial de petrol a fost de 84,9 milioane barili pe zi.
Producția mondială de țiței a fost, în anul 2006, de aproximativ 85 milioane de barili/zi, în timp ce consumul zilnic a fost estimat la puțin peste 80 milioane de barili.
Principalele rezerve mondiale de petrol sunt concentrate în Arabia Saudită, Rusia, Irak și Kuweit.

### Industria ușoară
În anul 2005 producția mondială de încălțăminte a depășit 3 miliarde de perechi anual, principalele țări producătoare fiind China, India, Brazilia, Mexic, Vietnam, Italia și Spania.

### Alte industrii
În anul 2007 producția mondială de ciment s-a ridicat la aproximativ 2,8 miliarde de tone.
Anual, valoarea producției mondiale de ambalaje depășește 400 miliarde de euro. Volumul total al producției de mașini și tehnologie de ambalat se apropie, la nivel mondial, de 20 de miliarde de dolari. Pe primul loc în ceea ce privește livrările și exporturile de mașini de ambalat se află Statele Unite (5,2 miliarde de euro reprezentând 15% din volumul total al producției), urmată de Germania (4,1 miliarde), Japonia (3 miliarde euro) și Italia (2,9 miliarde euro). Ambalajul reprezintă, în țările dezvoltate, în medie, doi la sută din valoarea finală prețului de raft al produsului.

### Industria alimentară

#### Industria berii
Primii patru mari producatori de bere la nivel mondial - Anheuser-Busch InBev, SABMiller, Heineken și Carlsberg - controlează peste jumătate din piața de profil.
Pe locul cinci se află compania chineză Tsingtao Brewery.
Producția primilor producători a fost în 2009 următoarea: AB-InBev 350 de milioane de hectolitri, SABMiller - 250, Heineken - 200, Carlsberg - 125, Tsingtao - 50 milioane hectolitri.

#### Industria cărnii
Producția mondială de carne de porc estimată pentru 2006 a fost de 108 milioane de tone, comparativ cu 104 milioane de tone în 2005, iar previziunile pentru 2007 ating 112 milioane de tone, potrivit unui raport al Organizației pentru Agricultură și Alimentație (FAO). Consumul de carne de porc pe cap de locuitor era previzionat, în decembrie 2006 pentru 2007 la 43 kilograme, față de 42,2 kilograme în 2006, nivelul ridicându-se la 85,1 kilograme în țările dezvoltate, iar în țările în curs de dezvoltare la 32,3 kilograme. Potrivit FAO, care citeaza USDA, producția de carne de porc în Romania era estimata pentru 2006 la 490.000 de tone, corespunzătoare unui consum de 14,3 kilograme pe cap de locuitor (fără consumul din gospodariile populației). În Bulgaria, prognozele se ridicau la 7,9 kilograme pe cap de locuitor.

### Industria vinului
Franța este principala țară consumatoare de vin din lume (32,8 milioane de hectolitri), cu aproximativ 55 de litri pe cap de locuitor, înaintea Italiei (27,3 milioane de hectolitri), a SUA (25,9 milioane de hectolitri), care ar putea să urce pe locul al doilea în lume, a Germaniei (19,4 milioane de hectolitri) și a Spaniei (13,7 milioane de hectolitri).
În anul 2006, consumul mondial de vinuri spumante s-a ridicat la circa 300 milioane de sticle, cei mai mari consumatori fiind francezii, cu 180 milioane de sticle.

## Telecomunicații
În iulie 2010, numărul total al conexiunilor mobile a ajuns la aproximativ 5 miliarde, în condițiile în care există aproape 7 miliarde de oameni pe planetă.
La finele anului 2008, numărul de utilizatori de telefonie mobilă era de 4,1 miliarde, în timp ce numărul de abonați de telefonie fixă era de 1,27 miliarde.
Veniturile globale anuale totale generate de operatorii mobili au fost de 769 miliarde de dolari în 2007.
Număr de utilizatori de telefonie mobilă:
| Anul     | 2010 | 2008 | 2007 | 2000 |
| -------- | ---- | ---- | ---- | ---- |
| miliarde | 5    | 4,1  | 3,3  | 0,7  |

## Agricultura
Producția mondială de grâu va crește în anul 2008 cu 8,7%, la nivelul-record de 658 de milioane de 
tone, iar producția de porumb este preconizată la 779,83 milioane tone (din care 332 milioane tone vor fi produse de SUA). 12% din producția mondială de porumb și 20% din producția de rapiță este folosită la fabricarea biocombustibililor.
În perioada cuprinsă între anii 1950-1996, producția de grâu s-a triplat la nivel mondial, iar apoi a urmat o stagnare.
Prețul grâului este influențat de prețul petrolului, utilizat pentru producție.
În 1970 un bușel de grâu putea fi vândut pentru un baril de țiței pe piața mondială.
După criza petrolului din anii '70, situația s-a schimbat radical, raportul dintre cele două devenind de 9 la 1 în favoarea țițeiului.
Un bușel de grâu are aproape 37 kg, în timp ce un baril (american) de petrol are circa 119 litri.
Consumul mondial de ulei vegetal și alimente din soia, pe ani:
| An                | 2007/2008 | 2004/2005 | 2001/2002 | 1998/1999 | 1995/1996 | 1992/1993 |
| ----------------- | --------- | --------- | --------- | --------- | --------- | --------- |
| Ulei vegetal      | 160       | 137       | 124       | 106       | 88        | 76        |
| Alimente din soia | 127       | 108       | 92        | 79        | 69        | 58        |

Producția de soia, după țară sau regiune:
| An             | 2014/2015 | 2004/2005 | 1994/1995 |
| -------------- | --------- | --------- | --------- |
| China          | 18        | 17        | 16        |
| SUA            | 85        | 85        | 68        |
| America de Sud | 149       | 99        | 42        |

În perioada 2005-2008, prețurile produselor alimentare au crescut cu 83% la nivel mondial. Un motiv important este creșterea consumului în China și India.

## Turismul
Sosirile de turiști internaționali au fost de 880 milioane în anul 2009, conform estimărilor Organizației Mondiale a Turismului.

## Comerțul
La nivel internațional, topul celor mai mari grupuri de comerț sunt Wal-Mart (USA), Carrefour (Franta), Home Depot (USA), Tesco (Marea Britanie) și Metro AG (Germania) (în anul 2009).

## Exporturile
Exporturile din întreaga lume au crescut în anul 2008 cu 15% în termeni nominali, la 15.780 miliarde de dolari, iar exporturile de servicii au avansat cu 11%, la 3.730 miliarde de dolari, potrivit Organizației Mondiale a Comerțului.
Germania este lider mondial în privința exporturilor începând cu anul 2003, iar în anul 2008 a livrat la extern bunuri de 1.470 de miliarde de dolari, cu puțin peste valoarea de 1.430 miliarde de dolari înregistrată de China.

## Serviciile
Piața globală de transport și distribuție este evaluată în 2007 la 3.500 miliarde USD (2.400 miliarde Euro).

### Publicitatea
Valoarea pieței globale de advertising a fost, în 2003, de 375 miliarde de dolari. Până în anul 2011 se prevede o creștere la aproximativ 550 miliarde de dolari.
În anul 2008, ziarele dețineau 31% din piață, internetul 10%, iar televiziunea - 38%. Pentru anul 2011, sunt prevăzute următoarele cote: ziare - 21%, internet - 16% iar televiziunea - 38%.

### Divertisment
Industria muzicală a atins în perioada de glorie a CD-urilor cifra de 15 miliarde de dolari, ajungând în prezent (2011), datorită downloadărilor ilegale, la 5 miliarde de dolari, nivel la care era în anii 1980.

## Energie
Un raport al Agentiei Internaționale pentru Energie (AIE) arată că, până în 2030, combustibilii fosili vor rămâne principala sursă de energie la nivel mondial, cererea de petrol reducându-se ușor.
Acest declin va fi contrabalansat însă de importanță mai mare a cărbunelui.
Continuând trendul puternic ascendent din ultimii ani, cererea de cărbune va înregistra cea mai semnificativă creștere în termeni absoluți, avansul plasându-se la 73% în perioada 2005-2030.
În urma acestei evoluții, ponderea cărbunelui în cererea mondială de energie va crește de la 25 la 28%.
Cel mai semnificativ avans în ceea ce privește consumul de cărbune va fi înregistrat în China și India.
Consumul de energie din întreaga lume ar putea crește în medie cu 1,6 procente pe an între 2006 și 2030 - o creștere totală de 45%.
La nivel global sunt necesare investiții de 21 de mii de miliarde dolari până în 2030, în sectorul de energie, pentru a face față creșterii consumului de energie la nivel mondial.

### Petrol
La nivelul întregii planete, în anul 2010 s-au consumat patru miliarde de tone de petrol, cei mai mari consumatori fiind americanii, care au utilizat 21% din total, adică 850 de milioane de tone.
China a utilizat 20,3% din totalul la nivel mondial.
În Europa conduce Germania care a utilizat 115 milioane de tone de țiței.
Urmează Franța, cu un consum de 83 de milioane de tone, și Marea Britanie, care a utilizat 74 de milioane de tone de țiței.
România este spre coada clasamentului, cu 9,1 milioane de tone.
Din septembrie 2007 până în mai 2008, prețul petrolului a crescut cu 50 de USD până la 133 USD, iar anumiți analiști se așteaptă la o continuare a creșterii.
Creșterea prețului la petrol are ca motiv creșterea cererii mondiale, în special din cauza creșterii economice a Chinei și Indiei, precum și epuizarea rapidă a zăcămintelor de hidrocarburi mai ușoare și mai putin costisitor de exploatat.

### Electricitate
Comparativ cu anul 2005, până în anul 2050, consumul mondial de energie electrică se va dubla pe fondul creșterii standardului de viață a multor cetățeni ai planetei, dar și al creșterii populației în general.
Contribuția energiei nucleare la energia produsă în lume este 16%, procent care se menține constant din 1995.
În anul 2005, existau 440 centrale atomice, din care 200 erau mai vechi de 20 de ani.
Dacă până 2002, au fost 15 ani de preț constant al uraniului, de atunci și până în 2005 prețul s-a triplat ajungând la 75 de dolari pe kilogram, pe fondul scăderii rezervelor din acest material.

### Cărbune
Carbunele este combustibilul viitorului.
Potrivit Agenției Internaționale pentru Energie (AIE), cărbunele va acoperi 29% din cerințele energetice globale în 2030, spre deosebire de 26% în 2006.
Pentru a satisface această cerere în creștere, producția de cărbune este estimată să se majoreze cu aproximativ 60% de astăzi și până în 2030.

## Piața de lux
În anul 2008, piața de lux a fost de 175 miliarde euro.

## Finanțe
În anul 2008, economia mondială se află într-o criză financiară, pornită de la o criză în domeniul imobiliar, care a demarat în sectorul creditelor ipotecare cu grad ridicat de risc din Statele Unite ale Americii. Piețele emergente solide precum China, India și Brazilia susțin economia mondială.
Fondul Monetar Internațional nu se așteaptă ca economia globală să își revină înainte de 2009.
Analiștii de la agenția de evaluare financiară Fitch Ratings au estimat că pierderile totale de pe piața ipotecară cu grad mare de risc, în valoare de 1.400 miliarde USD, se cifrează undeva la 400 miliarde USD, dintre care 50% au fost înregistrate în sectorul bancar, iar restul la nivelul unor instituții de acordare de garanții financiare, de asigurare, de gestiune de active și de fonduri de acoperire a riscurilor.

### Rezerve financiare
Cele mai mari rezerve de aur din sectorul public sunt deținute de Statele Unite (8.133,5 tone), Germania (3.406,8 tone) și FMI (2.996,8 tone), urmate de Italia (2.451,8 tone) și Franța (2.435,4 tone).
China ocupă poziția a șasea în lume, cu 1.054,1 tone de aur la rezerva națională, cu puțin mai mult decât Elveția, care deține 1.040,1 tone de aur.
Top 10 al celor mai mari rezerve oficiale de aur este completat de Japonia (765,1 tone) și Rusia (668,6 tone).
România, cu 103,7 tone de aur se află pe locul 31.

## Datorii
În octombrie 2016, datoria mondială a ajuns la 152.000 miliarde dolari, dublul economiei globale.
În ianuarie 2016, datoriile totale ale companiilor depășeau 29.000 miliarde de dolari, acestea fiind mai îndatorate decât niciodată.
În februarie 2011, unul din directorii FMI a declarat: „criza datoriilor de stat din Europa ar putea declanșa o nouă recesiune economică la nivel global. Aceasta s-ar răsfrânge pe piețele valutare și bursele de valori.”

## Studii economice
Pentru a favoriza exporturile, numeroase organisme guvernamentale publica pe internet studii de piață pe domeniu de activitate și țară straina. Aceste studii sunt mai mult sau mai puțin accesibile și deseori gratuite.
Lista organismelor guvernamentale pe țări  :
- Statele-Unite : USCS, fiind dependenta de US Department of Commerce, a redactat câteva mii din aceste studii.

USDA (department of Agriculture) publică studii in sectoarele Agricol și Agroalimentar.
- Canada : Export Development Canada (EDC).

Agriculture and Agri-Food Canada publică studii  internaționale in sectorul său.
- Franța : Ubifrance este organismul coordonator al actiunii guvernamentale pentru export.

AFII publica studii despre Franța pentru intreprinderile străine doritoare să investească in Franța.
- Marea Britanie : UK Trade & Investment are in sarcina in acelasi timp promovarea exporturilor și implantarea în Marea Britanie.
- Hong Kong : Hong Kong Trade Development Council (HKTDC).
- Japonia : JETRO
- Australia : Austrade
- Site-uri internet care difuzează studiile mai multor organisme :

Globaltrade.net, provenit din Private Public Partnership  între l’USCS și Federation of International Trade Associations, publică liber pe site-ul său studii ale USCS,USDA, Agriculture and Agri-Food Canada, Uk Trade& Investment, HKTDC și de organisme neguvernamentale .
Ele sunt clasate in funcție de două criterii de selectionare : de țara studiata și de industrie sau subiect